# Marco Benfatto
Marco Benfatto (Camposampiero, 6 gennaio 1988) è un ex ciclista su strada italiano, professionista dal 2013 al 2020.

## Palmarès

### Strada
- 2006 (Juniores)

4ª tappa Giro della Toscana (Cerbaia > Cerbaia)
- 2008 (Zalf)

Coppa 1º Maggio-Memorial Sergio Viola
Gran Premio Site Marchiol Emisfero
Memorial Faresin
Medaglia d'Oro Città di Villanova
Gran Premio Bianco di Custoza
Coppa San Vito
- 2009 (Zalf)

Memorial Carlo Valentini
Memorial Benfenati
Gran Premio BCC Alta Padovana
- 2010 (Zalf)

Medaglia d'Oro Villorba
Circuito delle Mura
Gran Premio Cemenzitillo
Memorial Vincenzo Mantovani
- 2011 (Zalf)

Trofeo Gino Visentini
Gran Premio Ciclistico Arcade
Trofeo Elisa Pavimenti Rivestimenti
Gran Premio Sannazzaro
Circuito Molinese
- 2012 (Team Idea 2010)

Memorial Lorenzo Mola
La Popolarissima
Trofeo Giacomo Larghi
1ª tappa Giro della Regione Friuli Venezia Giulia (Trieste > Gorizia)
2ª tappa, 1ª semitappa Girobio (Colonnella > Alba Adriatica)
Coppa San Biagio
- 2014 (Astana Continental, tre vittorie)

5ª tappa Tour de Normandie (Gouville-sur-Mer > Carentan)
2ª tappa Tour of Qinghai Lake (Duoba > Datong)
4ª tappa Tour of Qinghai Lake (Xihai > Heimahe)
- 2016 (Androni Giocattoli-Sidermec, nove vittorie)

2ª tappa Tour de Bihor (Oradea > Oradea)
3ª tappa Tour de Bihor (Oradea > Oradea)
1ª tappa Tour of China I (Tianjin > Tianjin)
2ª tappa Tour of China I (Weichang > Fengning)
6ª tappa Tour of China I (Xinzhou > Xinzhou)
1ª tappa Tour of China II (Yangxin > Yangxin)
4ª tappa Tour of China II (Qingyuan > Qingyuan)
5ª tappa Tour of China II (Zhuhai > Zhuhai)
Classifica generale Tour of China II
- 2017 (Androni-Sidermec-Bottecchia, tre vittorie)

5ª tappa Tour of China I (Anshun > Anshun)
3ª tappa Tour of China II (Changde Hanshou > Changde Hanshou)
4ª tappa Tour of China II (Huangshi Daye > Huangshi Daye)
- 2018 (Androni-Sidermec-Bottecchia, quattro vittorie)

4ª tappa Vuelta a Venezuela (Quibor > Guanare)
3ª tappa Tour of China I (Bazhong > Enyang)
5ª tappa Tour of China I (Yinchang > Zhijiang)
7ª tappa Tour of Hainan (Wuzhishan > Sanya)
- 2019 (Androni-Sidermec-Bottecchia, otto vittorie)

1ª tappa Vuelta al Táchira (Bramon > Rubio)
8ª tappa Tour de Langkawi (Dataran Lang > Kuah)
1ª tappa Tour of China I (Yodaokou > Yodaokou)
5ª tappa Tour of China I (Nanxian > Nanxian)
1ª tappa Tour of China II (Hewan > Jianghua)
2ª tappa Tour of China II (Anshun > Anshun)
1ª tappa Tour of Taihu Lake (Wuxi > Wuxi)
6ª tappa Tour of Taihu Lake (Jinhu > Jinhu)

#### Altri successi
- 2016 (Androni Giocattoli-Sidermec)

Classifica a punti Tour de Bihor
Classifica a punti Tour of China I
Classifica a punti Tour of China II
- 2019 (Androni Giocattoli-Sidermec)

Classifica a punti Tour of China I

### Pista
- 2010

GP Vienna, Inseguimento a squadre (Vienna, con Angelo Ciccone, Sonny Colbrelli e Elia Viviani)

## Piazzamenti

### Competizioni europee
- Campionati europei

Valkenburg 2006 - In linea Juniores: 12°